# Les Pierres bleues du désert
Pour plus de détails, voir Fiche technique et Distribution.
Les Pierres bleues du désert est un court-métrage écrit et réalisé par Nabil Ayouch en 1992 au Maroc dans la région de Tafraout. Il révèle Jamel Debbouze au public à l'âge de 16 ans.

## Synopsis
Un jeune Marocain, fasciné par la possibilité d'existence de pierres bleues dans le désert, est incompris et exclu par sa communauté. Seul le marabout du village croit en ses qualités

## Fiche technique
- Réalisation : Nabil Ayouch
- Scénario : Nabil Ayouch
- Production : Shem's[2]
- Photographie : Vincent Jeannot
- Musique : Jean-Philippe Rykiel
- Montage : Albert Coporossi
- Pays : Maroc
- Durée : 21 minutes[3]

## Distribution
- Jamel Debbouze
- Naima El Mcherqui
- Mohammed Benbrahim
- Souad Saber
- Salah Eddine Benmoussa
- Omar Chenbod

## Distinctions
- 1993 : Nommé au Torino International Festival of Young Cinema[4],[5]
- 2005 : Sélectionné au Festival du film de Locarno hors compétition[6]